# Einbauten
In verfahrenstechnischen Apparaten werden alle innenliegenden Bestandteile als Einbauten bezeichnet.
Sie dienen meist der Strömungsführung:
- Strömungsbrecher in Rührkesseln
- Wind- bzw. Strömungsleitbleche
- Einleitrohre
- Flüssigkeitssammler / -verteiler

der Phasentrennung:
- Tröpfchenabscheider

oder der Schaffung einer großen Stoffaustauschfläche:
- Kolonneneinbauten.
  - Böden (Austauschboden),
  - Füllkörper oder unstrukturierte Packungen
  - Strukturierte Packungen.